# Wenceslas Lauret
Wenceslas Lauret (Francia, 28 de marzo de 1989) es un jugador profesional francés de rugby que se desempeña en la posición de ala cerrado en Racing 92, equipo perteneciente a la liga Top 14.

## Carrera
Lauret es un jugador de formación francesa (JIFF). Comenzó su carrera deportiva con el equipo Biarritz Olympique Pays Basque, en el cual jugó seis temporadas (2007-2013), después pasó a Racing 92, donde lleva jugando once temporadas.